# Buenavista, San Luis de la Paz
Buenavista är en ort i Mexiko.   Den ligger i kommunen San Luis de la Paz och delstaten Guanajuato, i den centrala delen av landet, 250 km nordväst om huvudstaden Mexico City. Buenavista ligger 1 986 meter över havet och antalet invånare är 142.
Terrängen runt Buenavista är huvudsakligen kuperad, men söderut är den platt. Buenavista ligger nere i en dal. Runt Buenavista är det ganska glesbefolkat, med 24 invånare per kvadratkilometer. Närmaste större samhälle är San Luis de la Paz, 14,3 km sydväst om Buenavista. Omgivningarna runt Buenavista är i huvudsak ett öppet busklandskap.